# María de Austria (1580-1583)
María de Habsburgo, infanta de España (Madrid, 14 de febrero de 1580-Madrid, 5 de agosto de 1583) fue una noble española, la última hija de Felipe II de España y de su cuarta y última mujer Ana de Austria. Era hermana menor del rey Felipe III. 

## Biografía
Tras su nacimiento fue bautizada por el nuncio pontificio, siendo sus padrinos su hermana mayor Isabel Clara Eugenia y su tío el cardenal-archiduque Alberto.
Al nacer, María tenía ya otros hermanos: Diego, nacido en 1575; y Felipe, nacido en 1578, que habrá de suceder a su padre.
El tema de la descendencia siempre había sido un problema para Felipe II, desde que su primogénito Carlos, fruto de su primera esposa María Manuela de Portugal, había empezado a dar señales de enfermedad mental, dejándolo sin posibilidades de reinar. Cuando quedó viudo, se casó con María I de Inglaterra, que murió sin tener hijos. Con su tercera mujer, Isabel de Valois, tuvo dos hijas, Isabel Clara Eugenia y Catalina, medio hermanas por parte de padre de María cuando ésta nació. En aquel momento, tanto su medio hermano don Carlos como sus hermanos mayores Fernando y Carlos Lorenzo habían muerto.   
María quedó huérfana de madre el mismo año de su nacimiento. Ana murió después de una grave fiebre que la golpeó tanto a ella como a su marido. 
De lo que ha quedado en las numerosas cartas que han llegado a nuestros días, se sabe que el padre enviaba juguetes a los hijos, pero también libros para que aprendieran a leer. Para la pequeña María, en particular, envió un Agnus Dei iluminado. 
María murió con tres años en 1583, el año anterior había muerto su hermano Diego. De 1580 a 1583 Felipe II se quedó en Portugal, y cuando volvió a España, se reencontró sólo con tres hijos que aún estaban vivos, de los cuales Isabel y Felipe sobrevivieron a su padre.